# Stephan I. von Lebus
Stephan I. (lateinisch Steffan; † 4. April (1156?)) war der zweite heute bekannte Bischof von Lebus.

## Leben
Stephan wurde erstmals am 22. Juni 1149 erwähnt, als er bei der Einweihung der Klosterkirche St. Vinzenz in Breslau anwesend war. (Weiterhin wurde ein Graf Jaxa (comes Jaxa) unter den Anwesenden genannt, der wahrscheinlich mit Jaxo von Köpenick identisch ist).
Im Nekrologium des Prämonstratenserklosters Breslau wurde Stephan am 4. April gedacht, allerdings ist das Sterbejahr nicht angegeben. Das Jahrbuch des Domkapitels in Krakau erwähnte einen Bischof Stephan für das Sterbejahr 1156, allerdings ohne Angabe der Diözese.
Weitere historische Informationen sind nicht über ihn bekannt.